# ネスト (映画)
『ネスト』（The New Daughter）は、2009年のアメリカ合衆国のサスペンス・ホラー映画。監督はルイス・ベルデホ、出演はケビン・コスナーとイバナ・バケロなど。原作はアイルランドの作家ジョン・コナリーの短編小説である。

## ストーリー
サウスカロライナ州の田舎町を舞台に、離婚を機に心機一転を図ろうと古い一軒家に越して来た小説家の男とその娘と息子が見舞われる恐怖体験を描く。

## キャスト
ジョン・ジェームズ
演 - ケビン・コスナー、日本語吹替 - 津嘉山正種
離婚したばかりの小説家。
子供たちに親としてどのように接すべきか悩む。
ルイーサ・ジェームズ
演 - イバナ・バケロ、日本語吹替 - 嶋村侑
ジョンの娘。思春期でジョンに反抗的な態度を取る。
謎めいた塚の上で1人で過ごすことが多くなる。
エヴァン・ホワイト
演 - ノア・テイラー、日本語吹替 - 居谷四郎
先住民の墓と見られる塚を研究している学者。
カサンドラ・パーカー
演 - サマンサ・マシス、日本語吹替 - 岡寛恵
ルイーサたちの通う学校の教師。
ジョンの小説のファンで何かとジョンを気にかける。
サム・ジェームズ
演 - ガトリン・グリフィス、日本語吹替 - 田村睦心
ジョンの息子。7歳。
ロジャー・ウェイン
演 - ジェームズ・ギャモン、日本語吹替 - 藤本譲
ジョンの家の前の住人サラの父親。
サラが娘を残して失踪したため、残された孫を引き取った。
エド・ロウリー巡査
演 - エリク・パラディーノ、日本語吹替 - 板取政明
町の警官。

## 作品の評価
Rotten Tomatoesによれば、9件の評論のうち高く評価しているのは33%にあたる3件にとどまっており、平均して10点満点中4.58点を得ている。